# Edith Jane Claypole
Edith Jane Claypole (Bristol, Regne Unit, 1 de gener de 1870 - Berkeley, Estats Units, 27 de març de 1915) va ser una fisiòloga, patòloga i professora universitària estatunidenca.
Nascuda el 1870 a Bristol juntament amb la seva germana bessona Agnes Mary Claypole, foren filles del geòleg i paleontòleg Edward Waller Claypole i de la seva dona Jane, que mor poc després dels seus naixements. Edward torna a casar-se i la família es muda a Akron, a Ohio. La parella fa la instrucció domiciliària de les bessones fins a la seva entrada al Buchtel College, i després a la Universitat d'Akron.
Després de llicenciar-se el 1892, Edith continua estudiant a la Universitat Cornell, on fa un mestratge en leucòcits. Diplomada en 1893, es converteix en professora de fisiologia i d'histologia al Wellesley College de 1894 a 1899. El 1899, s'uneix al Departament mèdic de Cornell; després es muda a Pasadena (Califòrnia) el 1901 per tal de sostenir a la seva sogra malalta. El 1904, es doctorà en medicina per la Universitat de Califòrnia a San Francisco, i s'especialitzà en patologia, i treballà a Pasadena i Los Angeles durant 8 anys. El gener de 1912, Edith va ser contractada pel Departament de patologia de la Universitat de Califòrnia a Berkeley, on treballà sota la direcció de Frederick Parker Gay.
A demanda de William Osler i en consideració de la necessitat de l'exèrcit durant la primera guerra mundial, Claypole cerca una immunització a la febre tifoide. Encara que vacunada, la seva exposició constant al patogen la portà a la mort.
La Universitat de Califòrnia, va crear en el seu honor l'Edith Claypole Memorial Research Fund in Pathology.